# Boyfriend (singel Ariany Grande i Social House)
"Boyfriend" – utwór amerykańskiej piosenkarki i autorki tekstów Ariany Grande z gościnnym udziałem duetu Social House wydany 2 sierpnia 2019 roku nakładem wytwórni Republic Records. Utwór otrzymał nagrodę MTV Video Music Awards 2019 w kategorii Song of the Summer.
Nagranie w Polsce uzyskało status platynowej płyty.

## Geneza
24 lipca 2019 roku Grande dodała na swój profil w serwisie Instagram zdjęcia pochodzące z planu nagrywania przypadkowego teledysku, na którym nosi sukienkę zaprojektowaną przez francuski dom mody Givenchy, z którym miała przyjemność współpracować oraz uczestniczyć w sesji zdjęciowej na rzecz nadchodzącej kampanii, promującej kolekcję obowiązującą na sezon jesień/zima 2019. Między 29 a 30 lipca br., artystka ujawniła okładkę i datę wydania singla wraz z wypuszczeniem dwóch zwiastunów, a także rozpoczęcia jego przedsprzedaży na platformach, tj. Spotify, Apple Music czy też iTunes.

## Teledysk
Wideoklip do singla, wyreżyserowany przez Hannę Lux Davis został dodany na oficjalne kanały Grande w serwisach Vevo i YouTube tego samego dnia.

## Historia wydania
| Region            | Data            | Format                                                 | Wytwórnia        | Przypisy                    |
| ----------------- | --------------- | ------------------------------------------------------ | ---------------- | --------------------------- |
| Cały świat        | 2 sierpnia 2019 | digital download, media strumieniowe                   | Republic Records | [ 12 ]                      |
| Stany Zjednoczone | 6 sierpnia 2019 | contemporary hit radio                                 | Republic Records | [ 13 ]                      |
| Stany Zjednoczone | 6 sierpnia 2019 | rhytmic contemporary                                   | Republic Records | [ 14 ]                      |
| Cały świat        | 6 grudnia 2019  | płyta winylowa, singel CD, kaseta, pocztówka dźwiękowa | Republic Records | [ 15 ] [ 16 ] [ 17 ] [ 18 ] |